# Vrenninge
Vrenninge este o arie protejată (arie specială de conservare — SAC, sit de importanță comunitară — SCI, arie de protecție specială avifaunistică — SPA) din Suedia întinsă pe o suprafață de 76,8 ha, integral pe uscat.

## Localizare
Centrul sitului Vrenninge este situat la coordonatele 59°50′29″N 16°21′16″E / 59.8413°N 16.3544°E.

## Înființare
Situl Vrenninge a fost declarat sit de importanță comunitară în ianuarie 1998 pentru a proteja 6 specii de animale. Alte tipuri de protecție:
- arie de protecție specială avifaunistică (în ianuarie 1998)[2]
- arie specială de conservare (în martie 2011)[1][3][4]

## Biodiversitate
Situată în ecoregiunea boreală, aria protejată conține 2 habitate naturale: Pajiști cu Molinia pe soluri calcaroase, turboase sau argilos-nămoloase (Molinion caeruleae), Cursuri de apă de la nivel de câmpie la nivel montan, cu vegetație Ranunculion fluitantis și Callitricho-Batrachion.
La baza desemnării sitului se află mai multe specii protejate de  păsări (6): cristeiul de câmp (Crex crex), lebădă de iarnă (Cygnus cygnus), Gallinago media, cocor (Grus grus), bătăuș (Philomachus pugnax), fluierar de mlaștină (Tringa glareola).